# 特爾古紹爾鄉
44°27′0″N 28°25′0″E / 44.45000°N 28.41667°E
特爾古紹爾鄉（羅馬尼亞語：Comuna Târgușor, Constanța），是羅馬尼亞的鄉份，位於該國西南部，由康斯坦察縣負責管轄，面積98平方公里，海拔高度143米，2007年人口1,683，人口密度每平方公里17人。